# Mathilde (chanson)
Pour les articles homonymes, voir Mathilde.
Pistes de Mathilde
Tango funèbre
Pistes de Ces gens là
Fernand L'âge idiot
Mathilde est une chanson de Jacques Brel créée à la scène en 1963. Composée par Gérard Jouannest, elle est diffusée la même année sur un 33 tours 25 cm homonyme ; en 1964 elle est le titre phare d'un super 45 tours et est, en 1966, rééditée sur un 33 tours compilatoire, Ces gens-là.
Mathilde s'inscrit parmi les grands classiques de Jacques Brel.

## Histoire
La chanson Mathilde est ce que Jacques Brel appelait[réf. nécessaire] un « monstre » (une chanson maîtresse de son album). C'est l'une des chansons préférées de son propre répertoire, dont il disait d'ailleurs : « Ça, c'est une bonne chanson. Au niveau de la structure, elle est bien écrite. »
Brel l’interprète pour la première fois en public le 23 juillet 1963, au casino de Knokke. Ce concert est filmé par la RTB.

## Paroles
Jacques, le narrateur, apprenant le retour de Mathilde, une ancienne et douloureuse liaison, sentant la passion le reprendre inexorablement, en appelle à de nombreuses personnes de son entourage : sa mère (« Ma mère voici le temps venu d'aller prier pour mon salut... » et plus loin « Ma mère arrête tes prières, ton Jacques retourne en enfer ») ; une servante nommée Maria, dont on devine qu'elle fut une maîtresse occasionnelle (« Toi la servante, toi la Maria, vaudrait peut-être mieux changer nos draps... ») ; un bougnat (« Bougnat tu peux garder ton vin, ce soir je boirai mon chagrin... ») ; ses amis (« Mes amis ne me laissez pas, ce soir je repars au combat... »). 
Il évoque également diverses parties de son corps, symboles de ses sentiments : son cœur (« ... Mon cœur, arrête de bringuebaler, souviens-toi qu'elle t'a déchiré... »), ses mains (« Et vous mes mains ne tremblez plus, souvenez-vous quand je vous pleurais dessus... »). 
Ses suppliques resteront vaines. Bien que la frontière entre l'amour et la haine soit ténue (on passe du « maudite Mathilde » à « ma belle Mathilde »), Jacques sait d'entrée de jeu que, bien qu'elle l'ait fait souffrir, il ne saura lui résister. Le retour de Mathilde est l'annonce de nouvelles passions et de nouveaux tourments.
Comme Marieke et Madeleine, Mathilde est une chanson d'amour passionné pour une femme dont le prénom commence par « M ».

## Discographie
- 1963 : 33 tours 25 cm Barclay 80 222 S[3] (l'opus est réédité en 1964 sous une pochette différente[4]) Mathilde
- 1964 : super 45 tours Barclay 70 635[5] : Mathilde, Tango funèbre, Titine, Les bergers
- 1966 : 33 tours 30 cm compilatoire Barclay 90 021[6] Ces gens-là.

Discographie live :
- 1964 : Olympia 1964
- 2016 : Olympia 1964 - 1966 (sortie posthume)

## Reprises
- En 1967, par Scott Walker (album Scott) pour une reprise anglo-saxonne de la chanson, première piste de l'album.
- En 1974, la chanson est reprise par Claude Nougaro dans l'album Récréation ; dans le vers « Ton Jacques retourne en enfer », il remplace « Ton Jacques » par « Ton Claude ».
- En 2006, elle figure dans l'album de reprises de Juliette Gréco : Le Temps d'une chanson[7].
- 2006 : Florent Pagny la reprend sur son album Pagny chante Brel.
- 2018 : Bensé la reprend sur son album Chante l'amour (Et la haine).